# Galceran VI de Pinós
Galceran VI de Pinós (Catalunya, segle XIV – Bagà, Berguedà, 1354), noble, senyor (1348-1354) de les baronies i castells de Pinós, Lavansa, Josa i Bagà, senyor dels castells de Ponts, Ossera, Sant Romà, Gósol, Saldes, l'Espà, Querforadat, Fórnols Sisquer, Montargull (força de “Montarguyl”), Padrinàs (“castro et vila de Padrinaç”), de l’Espluga de Lavansa (“castro et villa d’Espluga de Lavança”) i Balmanya
Fill de Pere Galceran II de Pinós i de Marquesa de Fenollet i de Saportella, germana del vescomte d'Illa i Canet.

## Biografia
Després de la conquesta de Mallorca per part de Pere IV d'Aragó, Jaume III només va conservar la ciutat de Montpellier i les petites baronies de Carladès i Omeladès. Des d'aquí va atacar el Rosselló el 1348. Galceran VI de Pinós apareix com un dels organitzadors d'aquesta eficaç defensa.
Amb la revolta del jutge d'Arborea, Marià IV a Sardenya, el rei Pere decideix aparellar una flota i atacar els revoltats. Galceran VI de Pinós apareix com un dels nobles convocats. Va participar al Setge de l'Alguer on va ser ferit de gravetat, va tornar a Bagà on morí poc després.
Al morir sense descendència fou succeït pel seu germà Pere Galceran III de Pinós.